# Округ Морил (Небраска)
Морил (енгл. Morrill County) је округ у америчкој савезној држави Небраска.

## Демографија
По попису из 2010. године број становника је 5.042, што је 398 (-7,3%) становника мање него 2000. године.
| Група             | 2000.         | 2010.         |
| Белци             | 4.820 (88,6%) | 4.256 (84,4%) |
| Афроамериканци    | 4 (0,1%)      | 12 (0,2%)     |
| Азијати           | 12 (0,2%)     | 18 (0,4%)     |
| Хиспаноамериканци | 549 (10,1%)   | 687 (13,6%)   |
| Укупно            | 5.440         | 5.042         |